# Latinath
Latinath (en népalais : लाटीनाथ) est un comité de développement villageois du Népal situé dans le district de Darchula. Au recensement de 2011, il comptait 4 675 habitants.